# Vianen (Utrecht)

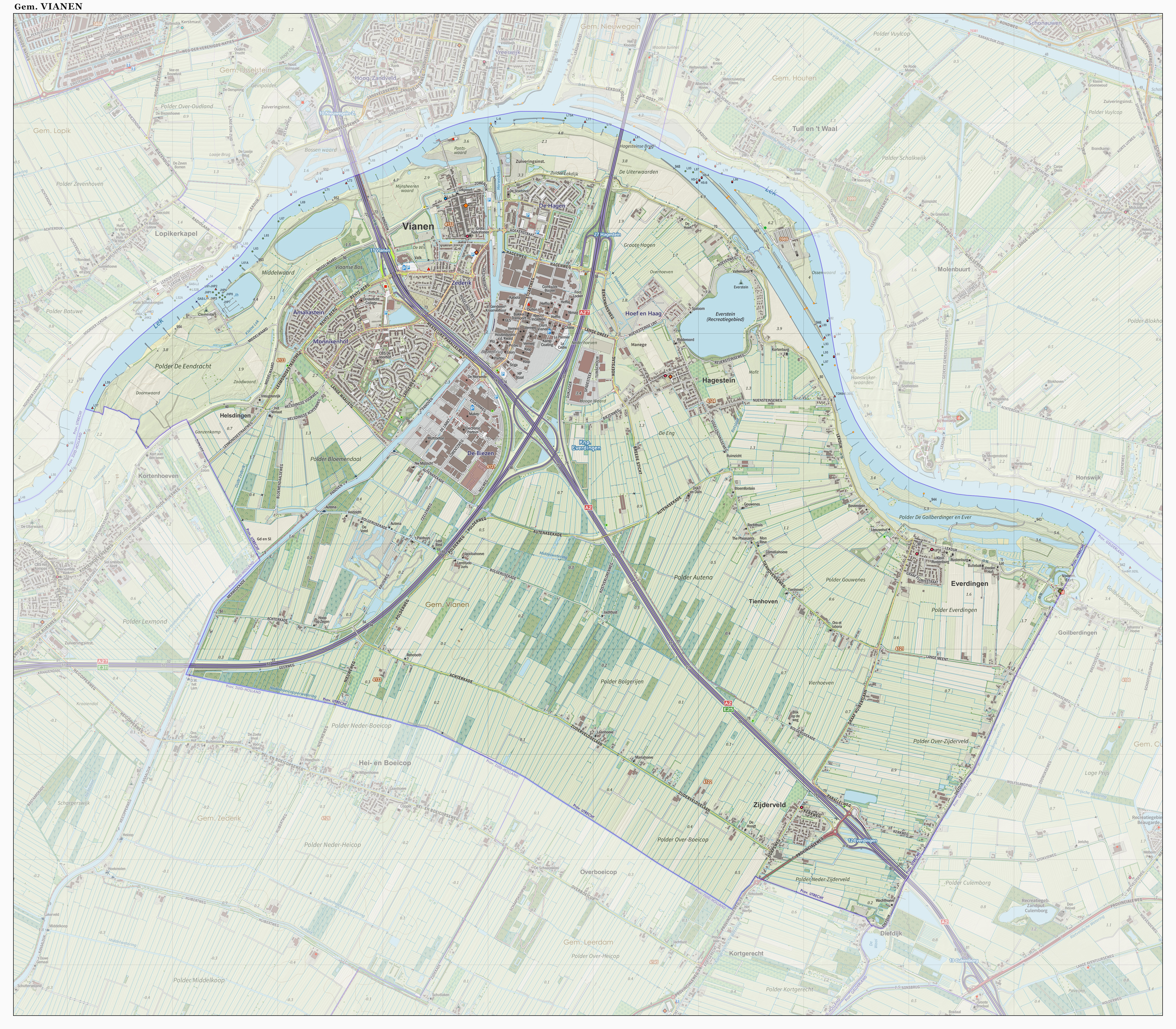
Topografische kaart van de voormalige gemeente Vianen (december 2016)

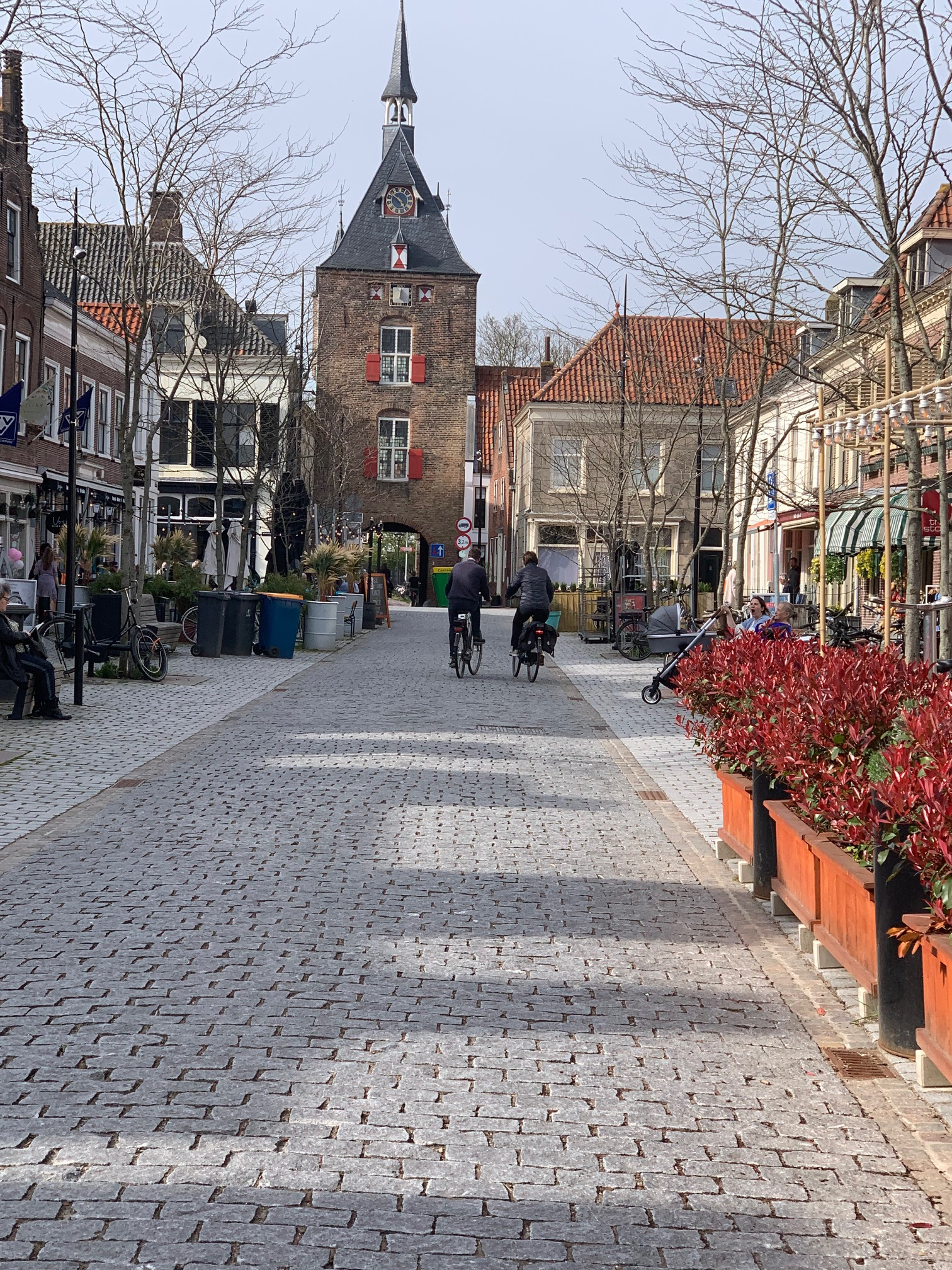
De Voorstraat in Vianen

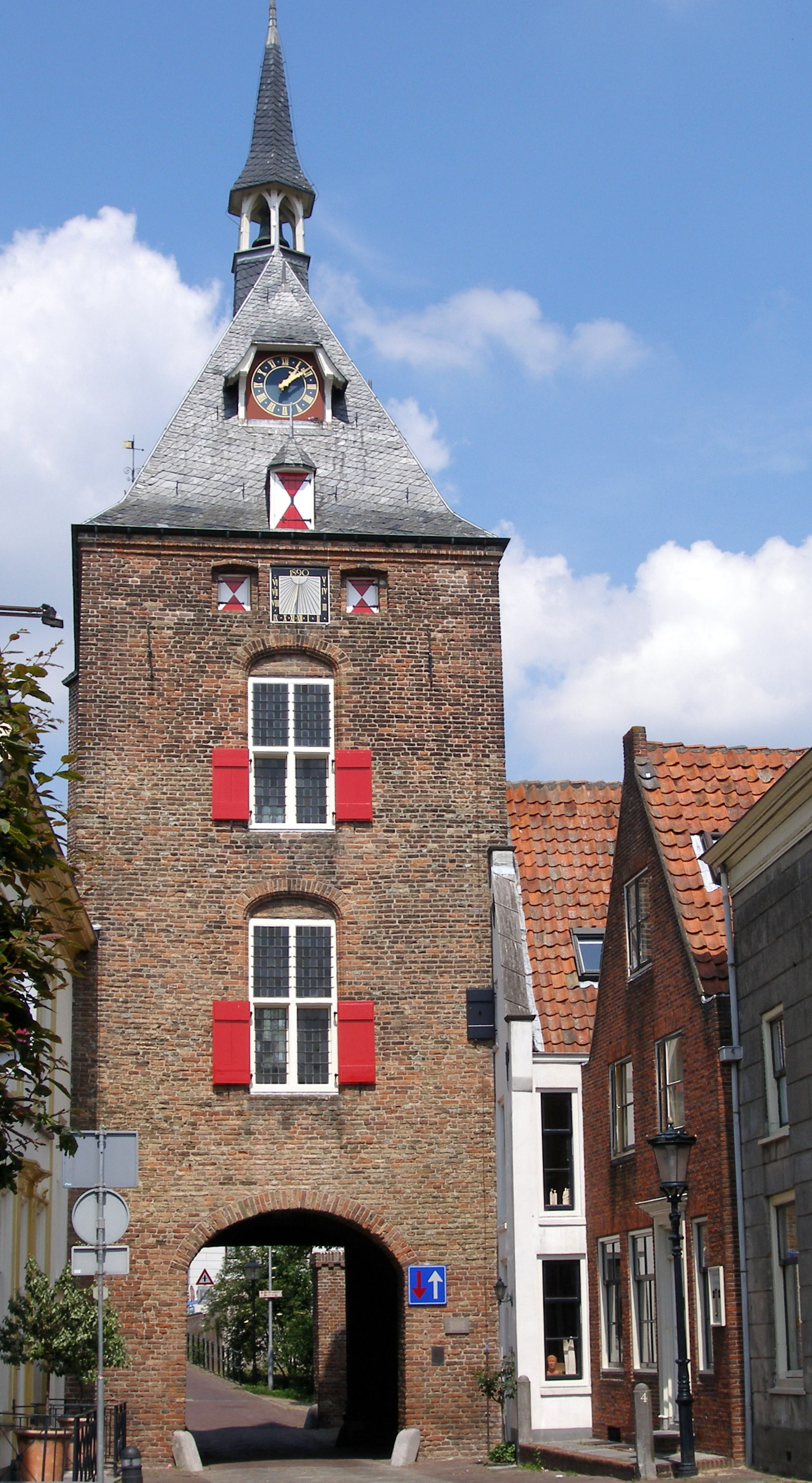
Lekpoort (15e eeuw)

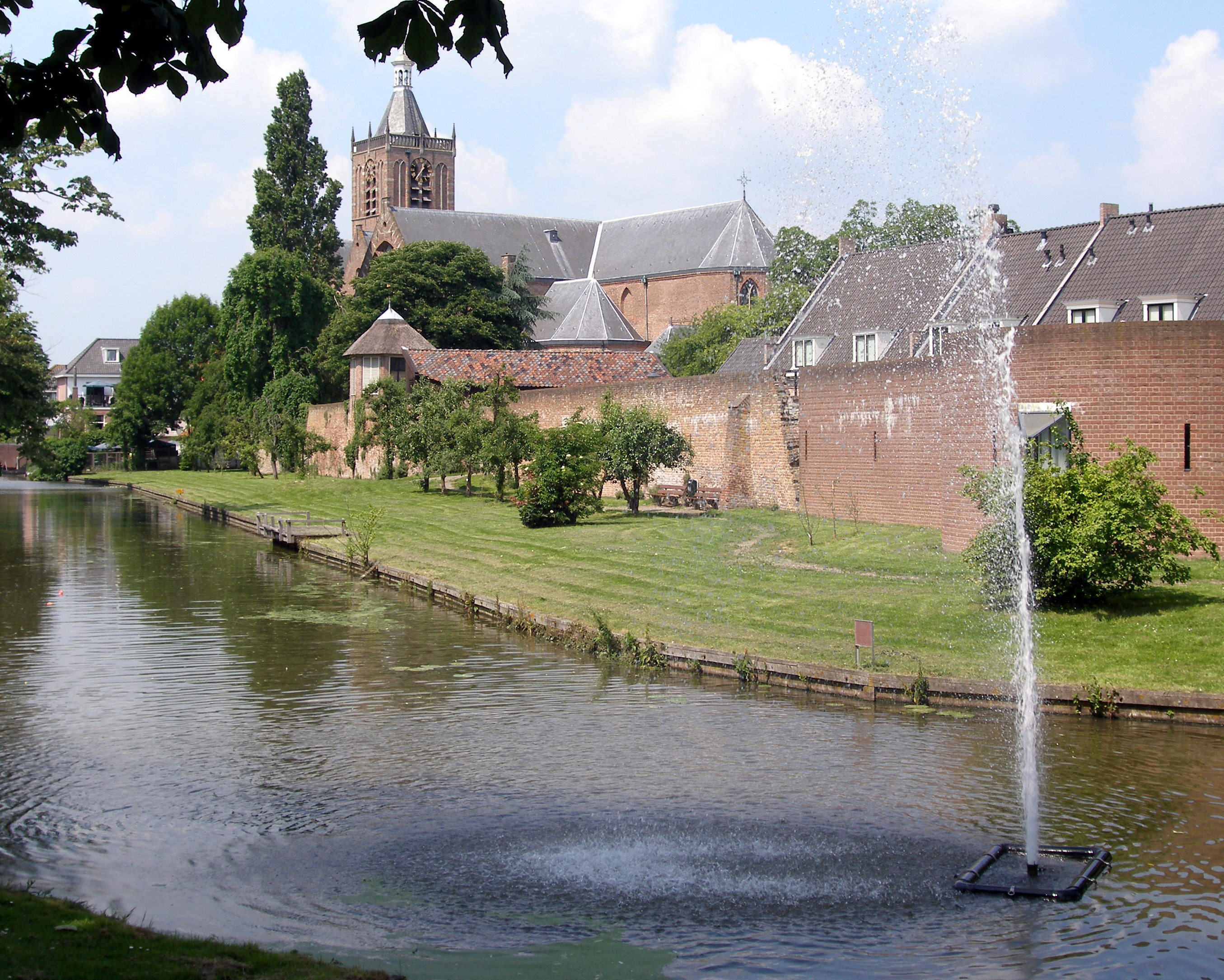
Stadsmuur en de Grote Kerk

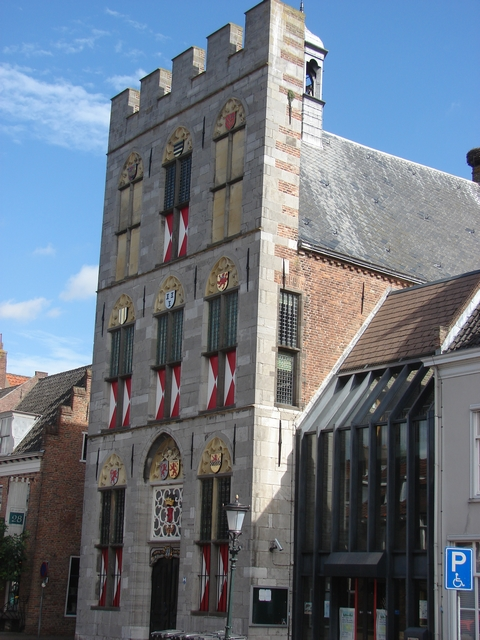
Stadhuis

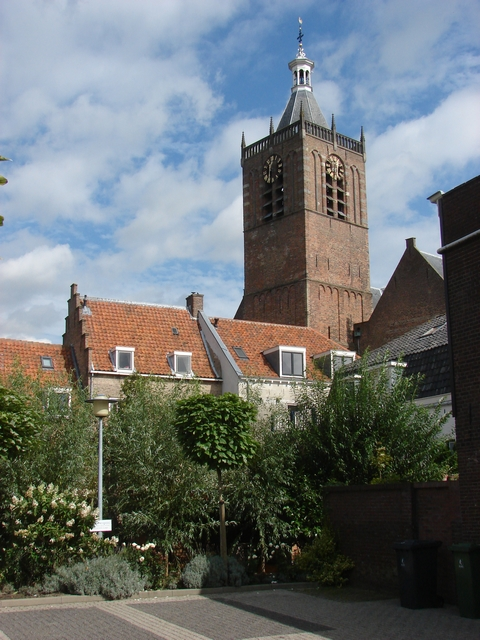
Grote Kerk

Vianen (uitspraakⓘ) is een stad en voormalige gemeente in de gemeente Vijfheerenlanden, in de Nederlandse provincie Utrecht. Met ruim 16.500 inwoners (1 januari 2021) is Vianen naar inwonertal de op een na grootste woonplaats binnen de gemeente Vijfheerenlanden.

## Geschiedenis
Zo'n 3400 jaar geleden waren de eerste nederzettingen in het dorp Vianen, maar het dorpje werd vaak geteisterd door overstromingen waardoor de bewoners steeds weer ergens anders gingen wonen. Rond het jaar 1000 na Christus kwamen er pas definitieve nederzettingen.
In 1336 gaf Willem van Duivenvoorde, de bouwheer van Vianen met zijn vrouw Heilwich van Vianen de eerste stadsrechten aan Vianen. Willem legde Vianen aan als vestingstad. De stad heeft verscheidene verdedigingswerken, zoals de stadsmuren en de Lekpoort. Met deze verdedigingswerken kon de bisschop van Utrecht onder druk worden gezet, waardoor Vianen een concurrentiepositie kreeg ten opzichte van Utrecht. De stad ligt op een strategisch belangrijke plaats aan de Lek. Nadat in 1122 de Kromme Rijn bij Wijk bij Duurstede was afgedamd, moesten schepen richting Utrecht Vianen passeren. Later was de stad een schakel in de Nieuwe Hollandse Waterlinie.
De familie Brederode was belangrijk voor de historische ontwikkeling van Vianen. Ze maakten van Vianen een bloeiende stad, die tegelijkertijd ook een staat was. In 1414 werd Walraven I van Brederode door een huwelijk heer van Vianen. Het geslacht van Brederode bewoonde het kasteel Batestein. De familie van Brederode hoorde tot de voornaamste adel van Holland en speelde in de geschiedenis van Holland een belangrijke rol. In 1679 overleed Wolfert van Brederode, de laatste mannelijke afstammeling van de familie en de laatste heer van Brederode. De heerlijkheid van Vianen werd geërfd door het Duitse huis Lippe. Vianen was in die tijd nog een van de Republiek onafhankelijk deel van het Duitse Rijk. In 1696 ging het kasteel Batestein in vlammen op, de Hofpoort is het enige wat er nu nog van over is.
In 1725 werd Vianen gekocht door de Staten van Holland en West-Friesland voor een bedrag van 898.200 gulden. Ongeveer 70 jaar later, na het uitroepen van de Bataafse Republiek in 1795, werd Vianen deel van het gewest Holland.
De gemeente Vianen werd ingesteld in 1812, en maakte deel uit van de provincie Zuid-Holland. Per 1 januari 1986 werden de gemeentes Everdingen en Hagestein bij Vianen gevoegd. Op 1 januari 2002 werd de gemeente ingedeeld bij de provincie Utrecht. Op 1 januari 2019 fuseerde Vianen met de naburige Zuid-Hollandse gemeenten Leerdam en Zederik tot een nieuwe gemeente Vijfheerenlanden die werd ingedeeld bij de provincie Utrecht; de ambtelijke organisaties van deze drie gemeenten waren reeds op 1 januari 2018 een samenwerking aangegaan.

### Massagraf bij Blauwpoort
Medio november 2020 werden bij graafwerkzaamheden aan de stadsgracht aan de Blauwpoort negen skeletten gevonden. Na onderzoek werden meerdere skeletten gevonden en werd het al duidelijk dat er sprake was van een massagraf. In december 2020 waren 71 skeletten gevonden, later zouden er nog 10 extra skeletten worden gevonden. Uit onderzoek bleek dat er diverse beschadigingen zaten op de beenderen die deden denken aan krijgsgeweld. Onderzoekers riepen de hulp in van de British Geological Survey (BGS) voor isotopenonderzoek om na te gaan waar de mensen, aan wie de beenderen toebehoorden, zijn opgegroeid. De universiteit van Belfast heeft de koolstofdatering uitgevoerd om de ouderdom van de beenderen vast te stellen. Hieruit bleek dat de beenderen toebehoren aan soldaten die zijn gesneuveld of gewond geraakt tijdens de Eerste Coalitieoorlog van 1792—1797, waarin zij zij aan zij vochten met het Staatse leger tegen de Fransen, vermoedelijk bij of kort na de verovering van Zaltbommel door Franse troepen onder aanvoering van luitenant-kolonel David Hendrik Chassé eind december 1794.
De plek waar ze zijn gevonden is een Brits veldhospitaal geweest. De beschadigingen die men op de beenderen heeft aangetroffen waren zaagsporen die wijzen op amputaties of postmortaal onderzoek zoals een autopsie. De gemeente Vijfheerenlanden stelde de Britse autoriteiten formeel in kennis van de vondst en de conclusies.
Door het snelle oprukken van de Franse eenheden over de door strenge vorst bevroren Maas en de inundaties van de Hollandse Waterlinie, werden de hospitalen van de coalitietroepen steeds verder naar het noorden gedreven. Uppelschoten noemt het Britse veldhospitaal te Vianen dat eind december moest worden verplaatst naar Amersfoort, alwaar op 30 december 1794 honderden gewonde soldaten werden ondergebracht in drie kerken. Overigens staat niet vast dat alle opgegraven skeletten van Britse soldaten waren; er streden ook Nederlanders, Hannoverianen, Hessen, Oostenrijkers en zelfs Fransen aan de zijde van de anti-Franse Coalitie.

## Geografie

### Ligging
De stad Vianen ligt aan de Lek in de Vijfheerenlanden en is uitgegroeid tot een belangrijke forensenplaats, met twee belangrijke Rijkswegen, de A2 en A27, die het gebied doorkruisen.

### Wijken
Vianen bestaat uit:
Wijken:
- Amaliastein
- Binnenstad
- Blankenborch
- Helsdingen
- De Hagen, waaronder de bomenbuurt, de vogelbuurt en de Vijfheerenlanden
- Zederik
- Hogeland
- Monnikenhof I ("molenbuurt"), II en III

Bedrijventerreinen:
- De Biezen
- De Hagen
- Gaasperwaard

## Structuur
De stad Vianen heeft een kenmerkende opbouw en structuur. Ze heeft al van oudsher een enigszins vierkante aanleg en een kenmerkend stratenpatroon, waaraan in de loop der tijd geen of weinig veranderingen zijn aangebracht.
De stad is gebouwd rond de haven en aangelegd als vestingstad, ter verdediging tegen vooral het naburige Utrecht. Kenmerkend zijn de stadsmuren, verdedigingswerken en kastelen.
Waar nu de Molenstraat is was voorheen de stadsmuur. Van de stadsmuur zijn nog stukken te zien in de stad. Op de muur staat een oud kanon met kogels. Op plattegronden is te zien dat achter de Molenstraat water ligt, wat kenmerkend is achter een stadsmuur.

### Straatnamen
De straatnamen in het oude centrum wijzen er op dat er een molen is en dat de stichters/oprichters erg belangrijk voor de stad waren en daarom ook straten naar hen vernoemd zijn.
In en bij de wijk Monnikenhof zijn alle straten vernoemd naar monniken, bijvoorbeeld de Dominicushof.
In Vianen zijn er ook straten die de Langendijk en Kortendijk heten. Kennelijk waren er dijken op die plekken.
Ook aan de namen Kanaalweg, Havenweg en Brugstraat is af te leiden dat Vianen aan havens is ontstaan want veel namen daaromheen zijn daarvan afgeleid.
De Voorstraat diende als ‘centrale as’ bij de oprichting van Vianen met daarbij de Kerkstraat en Achterstraat.

## Gebouwen

### Kasteel Batestein
De binnenstad van Vianen is omringd door een rechte buitenmuur. Op de muur staat een oud kanon met kogels. Binnen deze muren lag, bij het huidige Hofplein, kasteel Batestein, ooit een van de mooiste kastelen van Nederland. Een groot deel van het kasteel werd in 1696 voor een deel door brand verwoest en in de 19e eeuw werd het restant afgebroken. Alleen de Hofpoort en een pompje herinneren aan de lang vervlogen glorieuze dagen van dit machtige bouwwerk. Het kasteel werd bewoond door de familie Brederode.

### Hervormde kerk
Het tijdens de Reformatie tot hervormde kerk getransformeerde gebouw is oorspronkelijk gewijd aan Maria Hemelvaart, en is bekend als de Grote Kerk, De drie onderste delen van de toren stammen uit de 14e eeuw. De kerk is een combinatie van een kruiskerk en een [hallenkerk]in Haagse stijl, dat wil zeggen van de zijschepen aan de buitenzijde zijn voorzien van topgevels. In de kerk bevindt zich de graftombe van Reinoud III van Brederode (vader van Hendrik, de "Grote Geus") en zijn vrouw Philippote de la Marck. Het is een zogenaamde "dubbeldeks" Transi-tombe, de enige van dit type in Nederland.

### Katholieke kerk

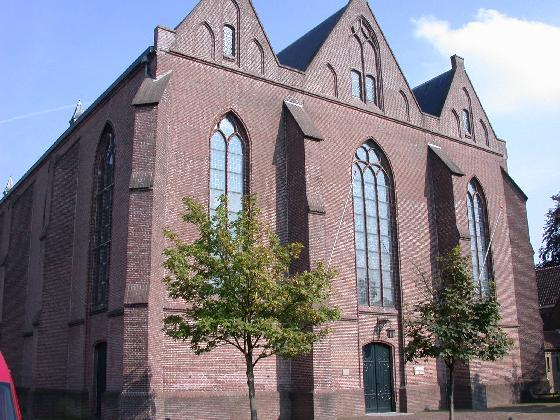
Onze-Lieve-Vrouw-ten-Hemelopnemingkerk

In de oude buurt is bovendien een grote neogotische katholieke Kerk, de Onze-Lieve-Vrouw-ten-Hemelopnemingkerk, 51° 59′ 41″ NB, 5° 5′ 25″ OL. Deze kerk is ook een hallenkerk, waarbij de drie schepen ieder hun eigen dak hebben, het typische vlaamse systeem.

### Watertoren
De vroegere verdedigingstoren van kasteel Batestein, de ‘Simpeltoren’, heeft in 1909 plaatsgemaakt voor de watertoren. Dit was de eerste toren in Nederland die een open draagconstructie in gewapend beton meekreeg. In 1909 werd deze watertoren gebouwd naar een revolutionair ontwerp van Roelof Kuipers.

### Stadhuis
Een ander opvallend monument is het Stadhuis. Het is rond 1425 gebouwd en in 1473 is het uitgebouwd. Rond 1960 zijn er verschillende wapens geplaatst van steden en families, onder andere die van Brederode.

### Stedelijk Museum

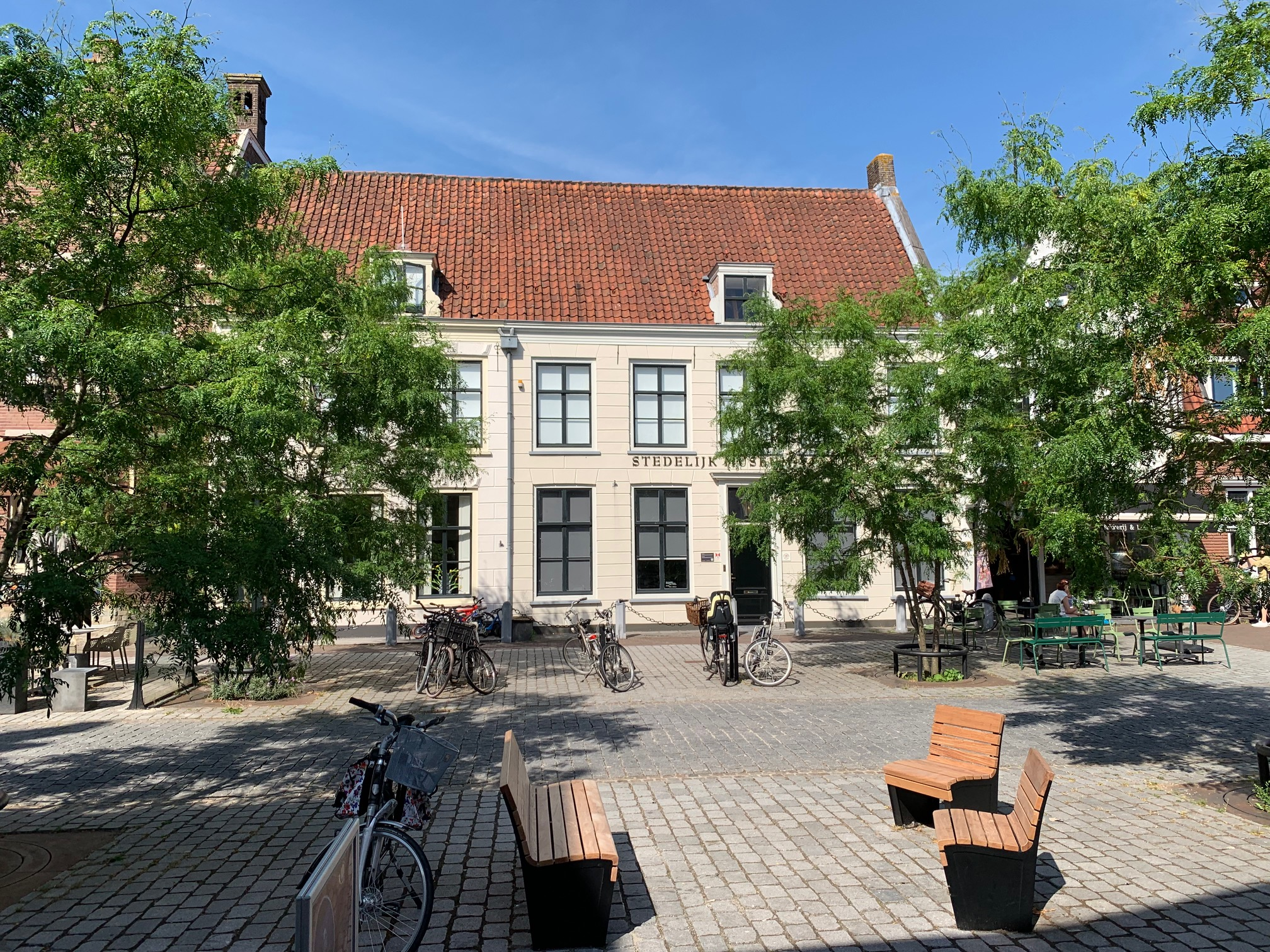
Stedelijk Museum Vianen aan de Voorstraat in Vianen

Het Stedelijk Museum is gehuisvest in een uit de 17e eeuw daterende rooms-katholieke schuilkerk. De kerk heeft ongeveer 150 jaar lang als schuilkerk gefunctioneerd. In het museum is de historische collectie van Vianen en omgeving te zien met belangrijke thema's zoals waterbeheer, vrijheid en tolerantie. Hoogtepunt in de collectie is een serie portretten van het Huis Brederode die eeuwenlang in de regio de scepter zwaaide. Er zijn ook bodemvondsten te zien vanaf de Romeinse tot aan de napoleontische tijd. Naast de vaste presentatie zijn er tentoonstellingen hedendaagse kunst en lezingen over actuele thema's. 
Kaart van het oude centrum van Vianen, met vestinggracht.

## Politiek
De gemeenteraad van de voormalige gemeente Vianen bestond uit 17 zetels. Hieronder staat de samenstelling van de gemeenteraad vanaf 1998 t/m 2014. Zie actuele stand in de gemeente Vijfheerenlanden.
| Partij          | 1998 | 2002 | 2006 | 2010 | 2014 |
| --------------- | ---- | ---- | ---- | ---- | ---- |
| PvdA            | 4    | 3    | 4    | 2    | 2    |
| Platform Vianen | -    | 5    | 4    | 4    | -    |
| Lokaal Alert    | 3    | 2    | 3    | 2    | 2    |
| VVD             | 3    | 2    | 2    | 3    | 2    |
| CDA             | 3    | 3    | 2    | 2    | 3    |
| SGP             | 2    | 1    | 1    | 2    | 2    |
| ChristenUnie    | 1    | 1    | 1    | 1    | 2    |
| D66             | -    | -    | -    | 1    | 3    |
| Stem van Vianen | -    | -    | -    | -    | 1    |
| Overige         | 1    | -    | -    | -    | -    |
| Totaal          | 17   | 17   | 17   | 17   | 17   |

## Monumenten
In de gemeente zijn er een aantal rijksmonumenten, een beschermd stadsgezicht en een oorlogsmonument, zie:
- Lijst van rijksmonumenten in Vianen (plaats)
- Lijst van rijksmonumenten in Vijfheerenlanden
- Rijksbeschermd gezicht Vianen
- Lijst van oorlogsmonumenten in Vianen

## Immaterieel erfgoed
De Paardenmarkt van Vianen is sinds 2013 erkend als Nederlands immaterieel erfgoed. Het evenement is geplaatst op de Nationale Inventaris Immaterieel Cultureel Erfgoed in Nederland.
De Paardenmarkt behoort tot het immaterieel erfgoed dat nauw verbonden is met de culturele identiteit van Vianen en de regio. Het is een traditie die gedragen wordt door een enthousiaste groep mensen, die er zich met hart en ziel voor inzetten. De Nationale Inventaris Immaterieel Erfgoed vloeit voort uit de UNESCO-conventie van het Immaterieel Erfgoed, die in 2012 door Nederland is ondertekend. De Paardenmarkt Vianen wordt sinds 1271 gehouden op de woensdag voor de tweede donderdag in oktober.

## Verkeer en vervoer

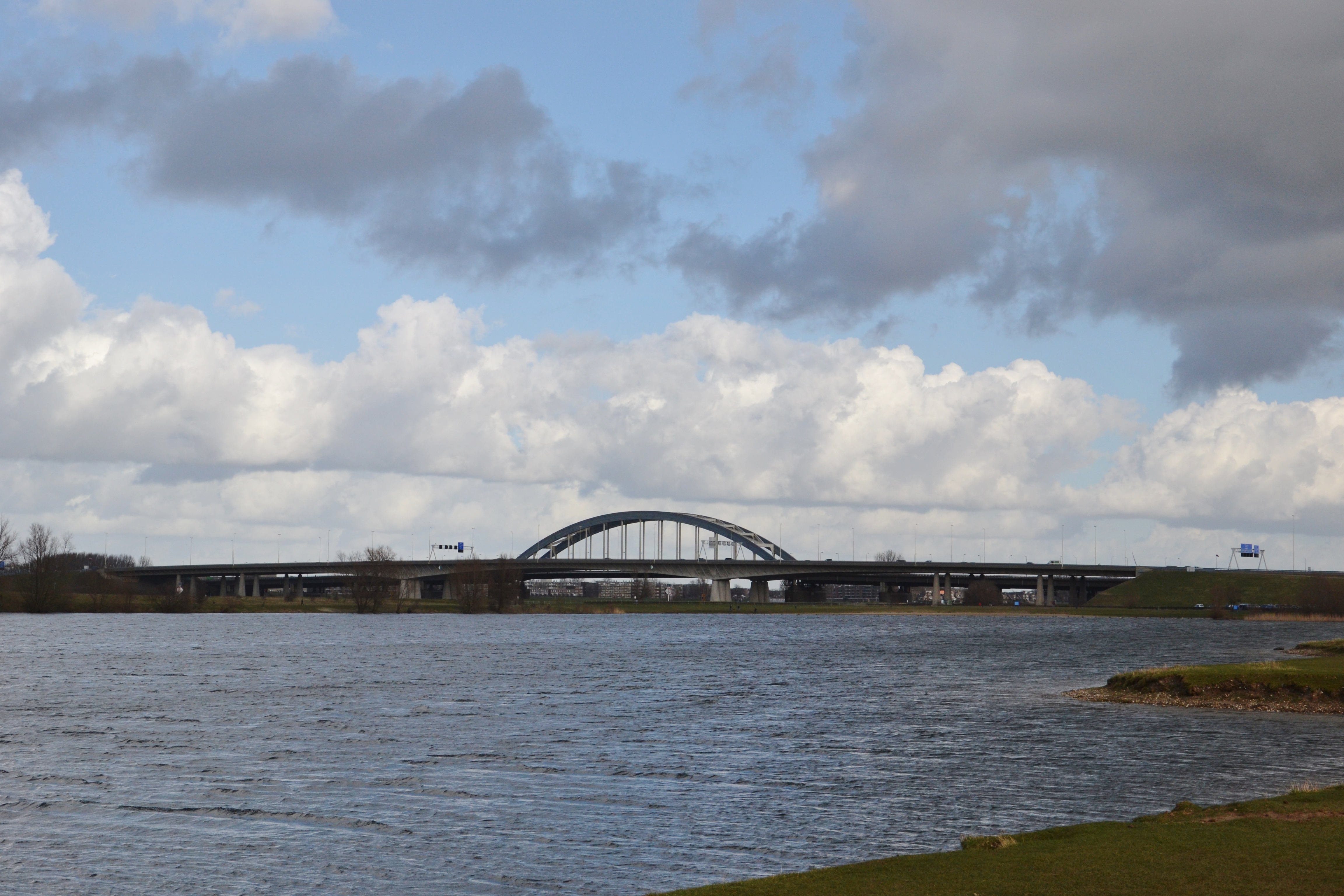
De oude en de nieuwe brug in de A2

Vianen ligt in de noordelijke oksel van het knooppunt Everdingen (A2 / A27). Het knooppunt is vernoemd naar de kern Everdingen die iets ten oosten van het kruispunt ligt. Door het knooppunt, en de nabijgelegen Lekkruisingen van zowel de A2 als de A27, ontstonden vaak files op de snelwegen rond Vianen. Tot 1999 stond Vianen op de eerste plaats van de file top 10 door de bottleneck die de oude Lekbrug in de A2 vormde. Inmiddels is die brug, gebouwd in 1936 als vervanging voor een schipbrug uit 1840, vervangen door een nieuwe brug. In 1999 werd de eerste helft opgeleverd en in 2004 de tweede helft. Bij de oplevering van de tweede brug werd deze de Jan Blankenbrug genoemd. In de toekomst zal als onderdeel van de verbreding van de A27 ook de Hagesteinsebrug in die weg worden vervangen.
Naast de files op de aangrenzende snelwegen kende Vianen het probleem van sluipverkeer dat een route door de gemeente zoekt wanneer er opstoppingen op de snelwegen ontstaan, bijvoorbeeld bij knooppunt Everdingen. Dit leverde overlast op voor de bewoners van de gemeente, zoals sterke verkeersdrukte, filevorming, verkeersonveiligheid, geluid-, stank- en trillingsoverlast. In de jaren ´90 is om het sluipverkeer te belemmeren een cordon van "doseerinstallaties" rond de gemeente gelegd, waarmee in principe alle sluiproutes gehinderd worden door wachttijden.
Zowel bij de afrit van de A2 als bij de afrit van de A27 is een carpoolplaats aanwezig.
De binnenstad van Vianen is met het fietsvoetveer "Vrevia" verbonden aan Vreeswijk (Nieuwegein).
De kern Vianen wordt in noord-zuid richting doorsneden door het Merwedekanaal, dat bevaren wordt door zowel beroeps- als pleziervaart. Tussen de binnenstad en De Hagen ligt een sluizencomplex. Binnen Vianen liggen een tweetal bruggen, de Hoge Brug en de Julianabrug, over het kanaal. Iets verder naar het zuiden tegen de wijk Blankenborch bevindt zich een passantenhaven voor de pleziervaart. Aan de overkant, op het bedrijventerrein De Hagen, bevindt zich een insteekhaven voor de beroepsvaart. Zowel ten noorden, aan de rivierzijde, als ten zuiden van het sluizencomplex en de havens bevinden zich losse aanmeermogelijkheden aan weerszijden van het kanaal.

### Openbaar vervoer
Bij de op- en afrit van de A2 ligt Vianen Busstation Lekbrug, bij oprit ligt Lekbrug Oost en bij de afrit ligt Lekbrug West. Dit busstation heeft een regionale functie; hier stoppen naast de buslijnen vanuit het concessiegebied Regio Utrecht en ook doorgaande lijnen naar Utrecht vanuit bijvoorbeeld Oosterhout en Breda. Verder wordt er vanaf dit busstation ook internationaal busvervoer aangeboden door Flixbus. De regionale busverbindingen worden verzorgd door Arriva, Qbuzz, Syntus Utrecht en U-OV. De volgende lijnen bedienen Vianen (al deze lijnen stoppen ook op Vianen Busstation Lekbrug):
- U-OV lijn 44 (Vianen Lekbrug - Houten Station)
- U-OV lijn 64 (Hoef en Haag Noord - De Biezen)
- U-OV lijn 65 (Utrecht Centraal Jaarbeurszijde - Nieuwegein Plettenburg - Vianen Het Monnikenhof)
- U-OV lijn 74 (Driebergen Station Driebergen-Zeist - Hoef en Haag Zuid)
- U-OV lijn 81 (Meerkerk A27-N214 - Vianen Lekbrug)
- U-OV lijn 84 (Utrecht Centraal Jaarbeurszijde - Hoef en Haag Zuid)
- U-OV lijn 85 (Utrecht Centraal Jaarbeurszijde - Leerdam Station)
- Qbuzz streekBuzz 90 (Utrecht Centraal Jaarbeurszijde - Gelkenes Schoonhovenseveer)
- Arriva lijn 146 (Vianen Lekbrug - Culemborg Station)
- Syntus lijn 202 (Amersfoort Nieuwland - Utrecht Science Park - Vianen Lekbrug)
- U-OV lijn 284 (Utrecht Centraal Jaarbeurszijde - Papendorp - Vianen Lekbrug)
- Qbuzz snelBuzz 387 (Utrecht Centraal Jaarbeurszijde - Gorinchem Dalem)
- Qbuzz snelBuzz 388 (Utrecht Centraal Jaarbeurszijde - Sliedrecht - Rotterdam Kralingse Zoom)
- Arriva Brabantliner 500 (Oosterhout Busstation - Utrecht Centraal Jaarbeurszijde)
- Arriva Brabantliner 501 (Breda Station - Utrecht Centraal Jaarbeurszijde)

## Sport
Vianen kent twee voetbalverenigingen: VV Vianen en VV Brederodes. Daarnaast beschikt Vianen over badmintonvereniging BC Vianen, hockeyclub MHC Vianen, tennisvereniging LTV Vianen, korfbalvereniging KV Viko, handbalvereniniging hv Omega, volleybalvereniging Servia en judovereniging Judo Vianen. Voor watersport is er zwem- en waterpolovereniging de Albatros, Gymanstiekvereniging DOS Vianen.

## Geboren in Vianen
- Hester Wilhelmina Callenburgh Baartmans (1739-1826), dichteres
- Jacob Jan Cambier (1756-1831), patriot en Nederlands minister
- Willem Ockerse (1760-1826), predikant en patriottisch politicus
- Maurits Cornelis van Hall (1768-1858), advocaat, rechter, politicus, dichter, vertaler en letterkundige
- Johannes op den Hooff (1795-1855), jurist
- Cornelis Winkler (1855-1941), neuroloog en psychiater
- Christine Boxman-Winkler (1857-1924), schrijfster
- Gerrit Hendrik van Mourik Broekman (1875-1948), civiel ingenieur en hoogleraar
- Pleun Verhoef (1919-1944), Engelandvaarder, geheim agent en blikwerker
- Willemijn Stokvis (1937), kunsthistorica
- Gerard de Korte (1955), hulpbisschop van Utrecht (2001-2008), bisschop van Groningen (2008-2016), bisschop van 's-Hertogenbosch (2016-)
- Marian van de Wal (1970), in Andorra wonende zangeres
- Jeannette Lewin (1972), hockeyer
- Khalid Benlahsen (1974), voetballer
- Robin Rienstra (1976), acteur
- Maaike Timmerman (1987), presentatrice
- Lars Balk (1996), hockeyer

## Opgegroeid in Vianen
- Angelique Houtveen (1986), radio dj , columniste en spreekster
- Jochem Hamerling (1986) dj, producer, radio dj
- Ridouan Taghi (1977), crimineel
- Ina Boudier-Bakker (1875), schrijfster